# Maoridrilus thomsoni
Maoridrilus thomsoni är en ringmaskart som beskrevs av Benham 1919. Maoridrilus thomsoni ingår i släktet Maoridrilus och familjen Acanthodrilidae. Inga underarter finns listade i Catalogue of Life.